# Võ Văn Giải
Võ Văn Giải (chữ Hán: 武 文 解, ?-1853), quê ở huyện Bình Sơn, tỉnh Quảng Ngãi, là một vị võ quan, đại danh thần triều Nguyễn. Ông làm quan trãi qua các triều Gia Long, Minh Mạng, Thiệu Trị và Tự Đức. Ông được phong các chức danh Thái tử Thiếu bảo, Tiền quân Đô thống phủ, Chưởng phủ sự, Thống chưởng Thị vệ đại thần, Trung vũ tướng, và cao nhất là tước hiệu An Viễn hầu nhờ công lao ở Trấn Tây thành. Ông cũng từng giữ chức Phụ chính Đại thần cùng với Trương Đăng Quế, Lâm Duy Tiếp. Tên của ông được vua Tự Đức cho khắc đứng đầu trên bia Võ công An Tây ở Võ miếu Huế.

## Thân thế và sự nghiệp

### Làm quan trong cung

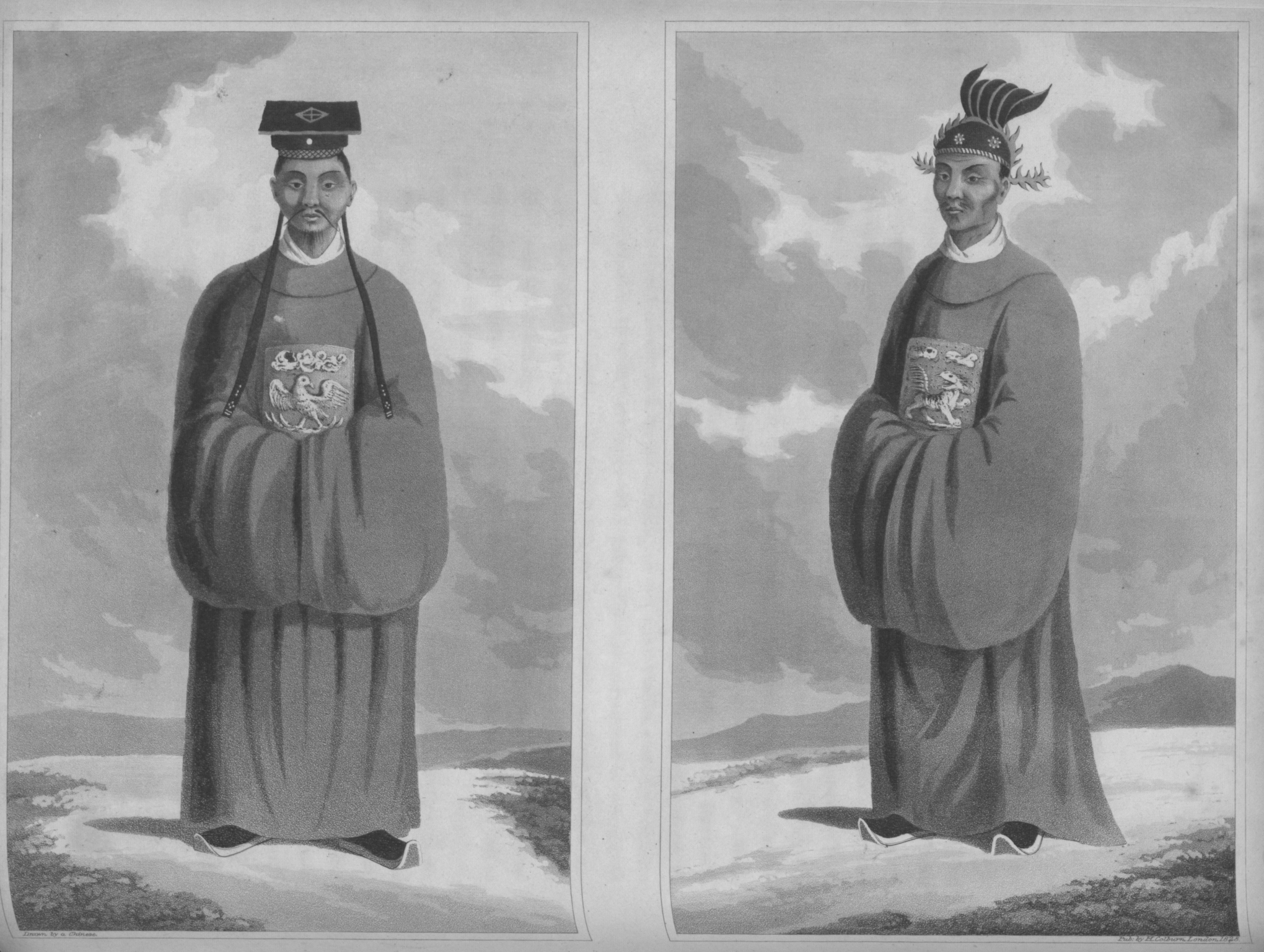
Phẩm phục của quan văn (trái) và quan võ (phải).

Võ Văn Giải bắt đầu làm quan nhà Nguyễn từ triều Gia Long, làm Đội trưởng đội Phụng Trà.
Năm Đinh hợi, năm Minh Mệnh thứ 8 (1827), Võ Văn Giải được thăng từ chức Cai đội viện Thượng trà lên làm Phó vệ uý vệ Kiêu kỵ kiêm quản các đội Thượng thiện, Tân sài, kiêm nhiệm ở xứ Ngân bài thị vệ. Sau đó, ông lần lượt được thăng các chức Phó vệ uý vệ Phi kỵ, Tỉnh thị ngự thiện thị vệ, Vệ uý vệ Tiền phong, Phó vệ uý vệ Hậu nhị quân Vũ lâm. Võ Văn Giải chuyên phụ trách các công việc trong cung như kiểm tra thức ăn, chỗ nghỉ.
Năm Bính Thân, Minh Mệnh năm thứ 17 (1836), mùa đông, tháng 12 âm lịch, thuyền buôn nước Anh bị mắc cạn ở Hoàng Sa, bị vỡ và đắm; hơn 90 người đi thuyền tam bản đến bờ biển Bình Định. Vua sai phái Nguyễn Tri Phương và Võ Văn Giải đưa họ về Singapore (Hạ Châu).
Từ các năm 1838 về sau, nhất đẳng thị vệ Võ Văn Giải lần lượt được cất nhắc lên các chức Cửu Ngọ (khi vua đi tuần, cho mang súng của vua), cai quản viện Cung giám, Chưởng vệ.

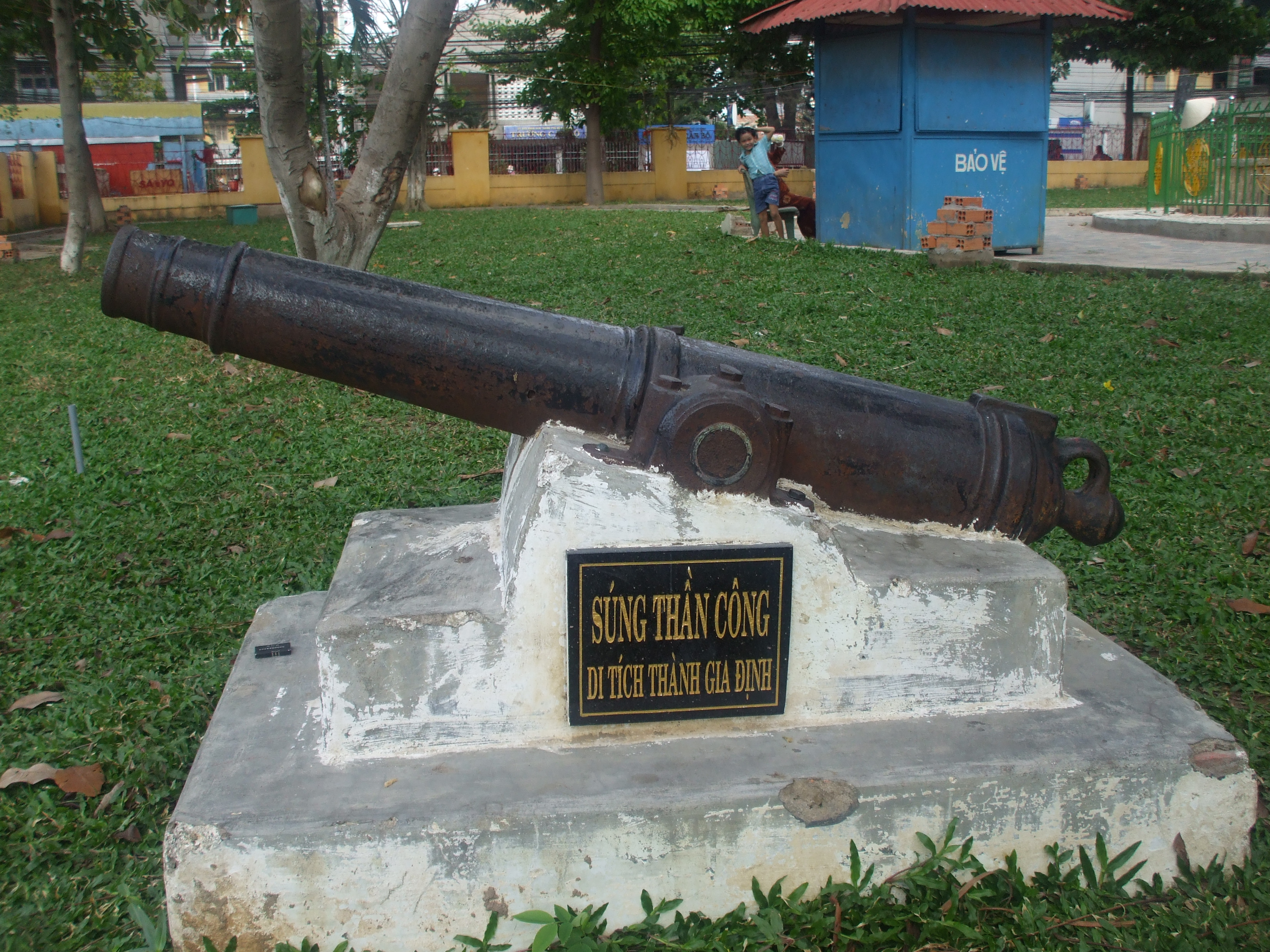
Một khẩu đại bác của quân đội nhà Nguyễn ở thành Gia Định xưa.

Tới khi vua Thiệu Trị lên ngôi, Võ Văn Giải lại được tin dùng, cho lãnh các chức Thống chế dinh Hổ oai, Phù liễn đại thần, Thị vệ đại thần, Chánh tổng duyệt, Đô đốc, Đô thống đạo Thủy sư Kinh kỳ, Chỉnh lý nghi trượng đại thần, Quản Tào chính, Đổng lý, Giám thí đại thần, Đô thống ở Hậu quân Đô thống phủ. Võ Văn Giải chuyên lo về vũ khí và đóng thuyền chiến.

### Kinh lý việc ở Chân Lạp
Năm Thiệu Trị năm thứ 5 (1845), tháng 6 âm lịch, vua sai Đô thống Võ Văn Giải đi kinh lý Nam Kỳ và Trấn Tây, kiêm lĩnh chức Tổng đốc Gia Định - Biên Hòa.
Lúc bấy giờ, tình hình biên giới Nam Kỳ và Campuchia rối loạn đã nhiều năm do chiến sự ở Campuchia. Các Đốc phủ An Giang, Hà Tiên là Nguyễn Tri Phương và Doãn Uẩn gửi sớ xin triều đình Huế giải quyết dứt điểm. Võ Văn Giải được cử làm đại thần nắm quyền cao nhất ở Nam Kỳ và Trấn Tây. Sau đó, quân Nguyễn liên tục giành thắng lợi trước liên quân Xiêm-Cao Miên, phá đồn Dây Sắt, chiếm thành Phnôm Pênh. Quân Nguyễn và Xiêm đình chiến đợi nghị hoà. Võ Văn Giải được thăng các chức Đô thống Hậu quân, Tiền quân Đô thống phủ Đô thống, Phủ biên tướng quân tiết chế tổng hạt Trấn Tây.

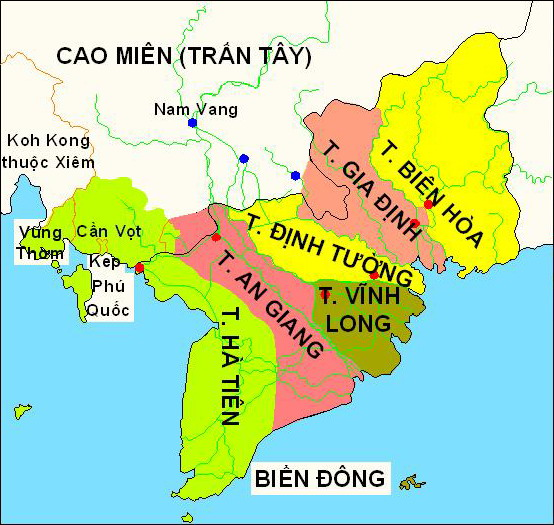
Đất Nam Kỳ vào đầu thời nhà Nguyễn, cho đến trước năm 1841.

Tới năm 1847, hai nước Xiêm - Việt thuận cho Nặc Ông Đôn làm vua Chân Lạp và triều cống cả Xiêm lẫn Đại Nam. Võ Văn Giải được ban danh hiệu An tây trung võ tướng.
Khi rút quân từ Chân Lạp về nước, Võ Văn Giải cho sắp đặt biên giới: Tiền Giang từ Sách Cần cho đến Việt Giang, Hậu Giang từ Tầm Vu cho đến Long Sơn, rồi lần lượt cũng triệt huỷ đi. Duy có tỉnh An Giang tiếp liền với cảnh thổ Chân Lạp, chỗ Hậu Giang xin lấy đồn Bình Di làm địa đầu, chỗ Tiền Giang lấy bãi sông thôn Tiến An làm địa đầu, cùng với đồn trại nguyên đặt ở duyên biên các tỉnh An Giang, Định Tường, Định Biên, nên sửa sang cho thêm rộng ra để lưu quân phòng thủ.  Năm Đinh Mùi, Thiệu Trị năm thứ 7 (1847), mùa hạ, tháng 5 âm lịch, đoàn quan chức kinh lý Trấn Tây do Võ Văn Giải dẫn đầu mới về đến kinh đô Huế. Võ Văn Giải được phong An Viễn bá, Thống chưởng thị vệ đại thần.

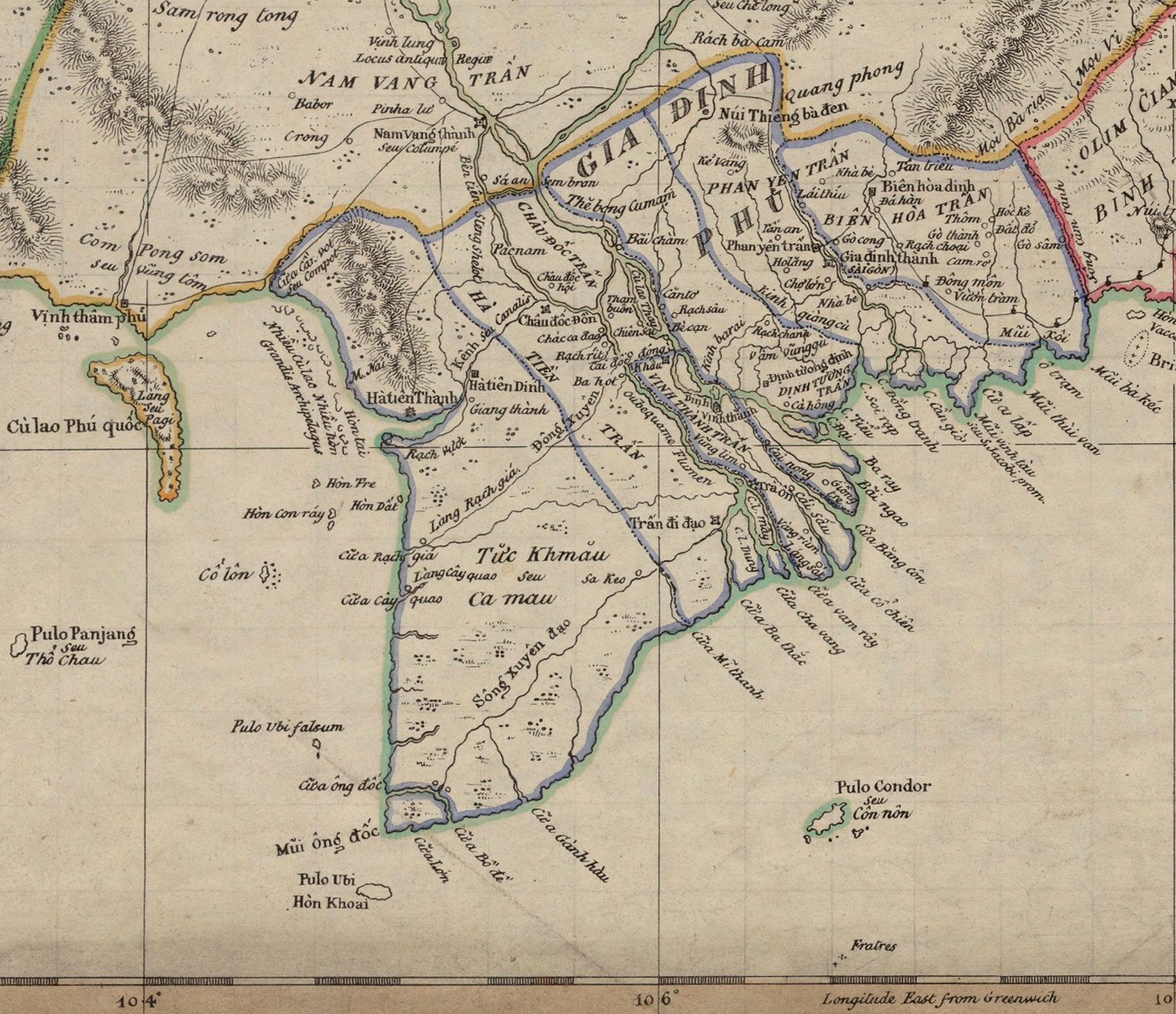
Bản đồ Nam Kỳ năm 1838, trích từ An Nam Đại Quốc Họa Đồ.

Tháng 7 năm Đinh Mùi (1847), vua Thiệu Trị cho đúc 12 cỗ súng thần công: 3 cỗ thần công Thượng tướng quân, 9 cỗ thần công Đại tướng quân. Cỗ súng thứ hai là "Bảo đại Định công An dân Hoà chúng Thượng tướng quân" được ban khắc cho An tây Trung võ tướng, An Viễn bá Võ Văn Giải.
Sắc ban lời ngự minh vào cỗ súng thứ hai là "Bảo đại định công an dân hoà chúng thượng tướng quân". Sắc rằng: Rực rỡ rõ ràng, mạnh cho mọi người truy võ. Nước Cao Miên bất kính, ngươi phải đi đánh, mang phủ việt, cầm tiết mao, cất quân nhân nghĩa, thương dân, đánh kẻ có tội, linh thanh lừng lẫy, điều khiển quân cơ, lập định Tây thành, tiến đến sào huyệt, nước Xiêm, nước Lạp cầu đường sống, bèn lên quân trướng, nhận cho ra hàng, khiến cho lại chầu, sợ uy mến đức, thần phục dâng nộp lòng thành, không phụ chức trách phủ biên tướng quân, phong cho tước An Viễn bá vẻ vang, trọng người khắc vào đồ vật, đan thư, thiết khoản, tiếng thơm truyền đến muôn đời, muôn năm nước nhà lâu hưởng thăng bình. Sắc cho An tây Trung võ tướng, An Viễn bá Võ Văn Giải.

### Đại quan thời Tự Đức
Cuối năm 1847, vua Thiệu trị trước khi mất đã uỷ nhiệm các Phụ chính đại thần là Trương Đăng Quế, Võ Văn Giải, Nguyễn Tri Phương, Lâm Duy Tiếp phò tá Hoàng tử thứ hai là Phước Tuy công nối ngôi.
Phụ chính đại thần Võ Văn Giải sau đó được tấn phong làm An Viễn hầu.
Năm Kỷ dậu, Tự Đức năm thứ 2 (1849), vua cho dựng bia Võ công An Tây để khắc tên các quan có công trong việc an định Trấn Tây thành. Vua cho rằng: "...Lần này bàn về công sức đánh dẹp thì Nguyễn Tri Phương, thực là hơn cả, nhưng Võ Văn Giải là người lão thành kỳ cựu, chịu mệnh lệnh đốc suất quân nhung, điều khiển việc quân cơ, có chuyên trách riêng...Bèn ra lệnh cho Văn Giải đứng đầu, Tri Phương thứ hai."

Năm Quý Sửu, Tự Đức năm thứ 6 (1853), tháng 11 âm lịch, Võ Văn Giải mất, được phong hàm Thiếu bảo.
Thái tử Thiếu bảo Tiền quân Đô thống phủ Chưởng phủ sự, Thống chưởng Thị vệ đại thần, Trung võ tướng, tước An Viễn hầu là Võ Văn Giải chết. Vua sai bộ Công đóng quan tài ban cho, tặng hàm Thiếu bảo, hậu đãi tế lễ và tiền tử tuất và ấm thụ cho con để chủ việc thờ cúng viên ấy. (Tiền quân, chuẩn giao Nguyễn Hoàng kiêm quản)
Người con Võ Văn Giải là Văn Khuê được tập phong là An Viễn Bá. Cháu đích tôn là Văn Hiến làm Suất đội huyện Hoài Ân, tỉnh Bình Định.
Võ Văn Giải có một người con gái làm vợ thứ của Tuy Hoà quận công: "...Về ngành của Tuy Hoà quận công có 2 công tử là: Ưng Bưu (con trưởng của vợ thứ, tuổi Bính Thìn, 16 tuổi, mẹ là Võ Thị Chất, là con gái của nguyên Tiền quân Đô thống, Thái tử Thiếu bảo Võ Văn Giải đã chết, quê ở Quảng Ngãi) ; Ưng Phiêu...".

## Trong văn hoá đại chúng
| Năm  | Tác Phẩm        | Diễn Viên | Nhân Vật    |
| 2020 | 《Phượng khấu》 | Bảo Cường | Võ Văn Giải |